# Aritranis coxator
Aritranis coxator là một loài tò vò trong họ Ichneumonidae.